# Дубровський Петро Петрович
Дубровський Петро Петрович  (9.12.1754, Київщина - 9.01.1816, м. С.-Петербург) - колекціонер, бібліофіл, секретар російської дипломатичної місії у Парижі. Бібліотекар Імператорської Публічної бібліотеки у 1805-1812 рр.

### Походження і навчання

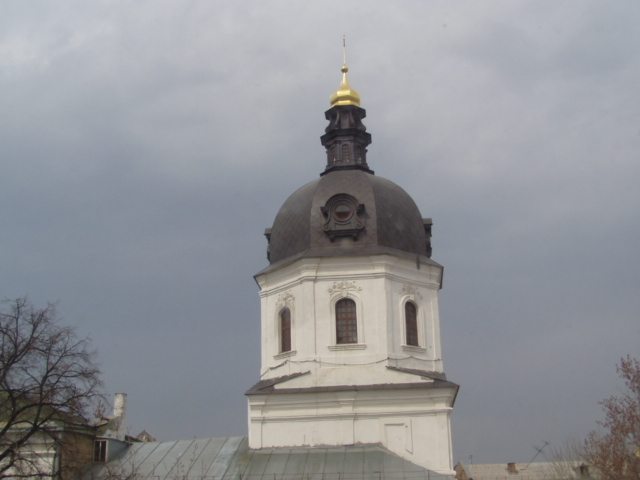
Благовіщенська церква Староакадемічного корпусу, Київ, Подол.

Народився в українській шляхетній родині (див. Дубровські). До 1772 -  навчався у КМА ( тоді - Києво-Могилянське духовне училище ). Працював у Синоді на посадах копіїста та підканцеляриста. Маючи намір завершити свою освіту за кордоном, 1778 виїхав до Парижа у складі церковного причту російсько - посольської церкви. Зарекомендував себе людиною високої освіченості, гідної поведінки, добрим знавцем мов. 

### Паризький період життя
1780 - 1800 — секретар і перекладач російського посольства у Франції. У роки Великої французької революції 1789-1793 рр. Російська імперія  розірвала дипломатичні стосунки з революційною Францією й відкликала посольство. Але Д. залишився як повірений у її справах. Він врятував архів посольства, вивіз його до Брюсселя, а потім до Гааги.

### Петро  Дубровський-колекціонер

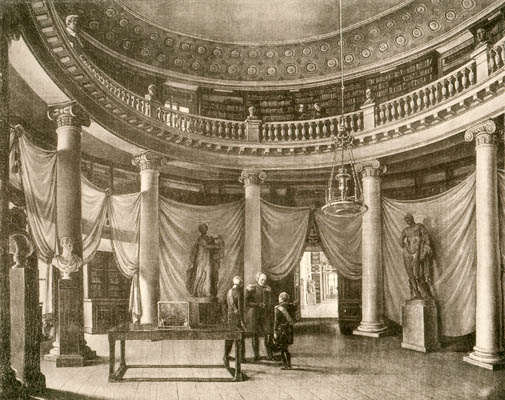
Цар Олександр І в Імп. Публічній бібліотеці, 1812 р.

Д. здобув славу видатного колекціонера й бібліофіла. Живучи протягом 23 років у Парижі і виконуючи дипломатичні доручення у багатьох європейських столицях (Лондоні, Римі, Мадриді, Відні, Мюнхені), познайомився з багатьма письменниками, філософами, колекціонерами й почав збирати власну колекцію рукописних книг, середньовічних рукописів, автографів, історичних документів. Одне з перших його надбань - італійський ілюмінований кодекс Тіта Лівія на пергаменті, подарований йому Ж.-Ж. Руссо (1778). Колекція значно збагатилася у роки Французької революції. Він придбав документи з архівів Бастилії, Сен-Жерменського абатства, автографи різних діячів тощо. 1800 змушений залишити дипломатичну службу і переїхати до Санкт-Петербурга, куди перевіз і значну частину своєї колекції, що складалася більш як з 4оо рукописних книг V-ХІІ ст. та докум. XII-XVIII ст., переважно західно-європейського походження,  94 рукописи східними мовами ( 15 мовами ), близько 50 слов'янських рукописів.  Цю коштовну  колекцію було оцінено в Лондоні у величезну на той час суму - 7 тис.гіней. Пропозицію продати власну збірку у Англії - відхилив. Д. мав намір подарувати свою колекцію Києво-Могилянській академії ( далі КМА ), де він одержав не лише добру освіту, але й переконання цінності давніх і сучасних рукописів, книг та історичних документів. Але цьому наміру перешкодила, очевидно, реорганізація КМА. 1805 Д. подарував свою колекцію імператорові Олександру І, за що одержав винагороду 15 тис. руб. Цар передав збірку у склад Імператорської Публічної бібліотеки, а Петро Дубровський отримав посаду бібліотекарем. Для збереження колекції при Імператорській Публічній бібліотеці створено т. зв. «Депо манускриптів», зберігачем якого і був сам колекціонер. Доля частини колекції, що залишилася в Парижі, невідома.

### На посаді бібліотекаря

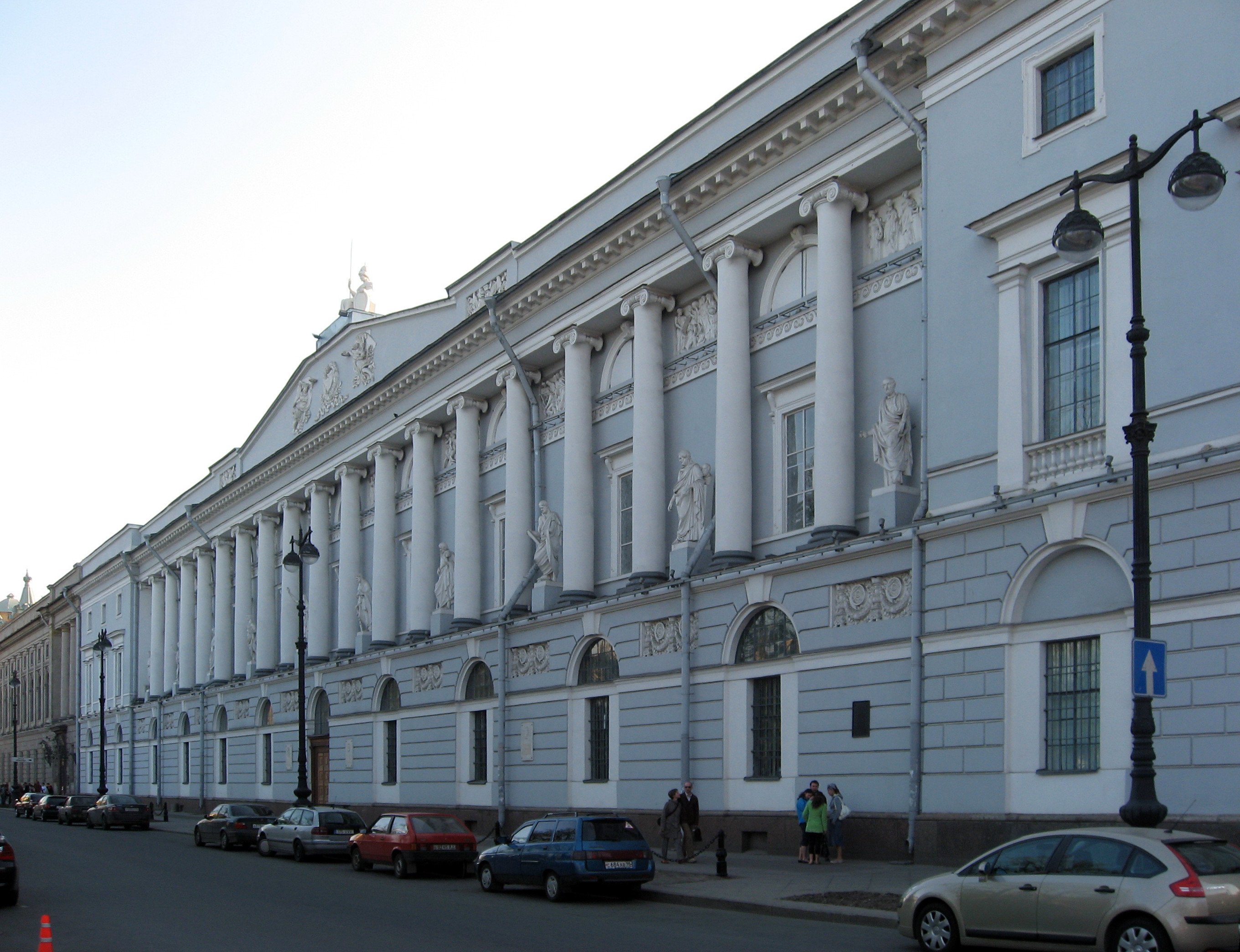
Фасад Національної Російської бібліотеки, колишньої Імп. Публічної.

Саме Дубровський зробив науковий опис рукописів Бібліотеки Залуських у кількості 11.000, реквізованих у Варшаві і перевезених як військовий трофей у Петербург. З міркувань поліпшення відносин СРСР з Польщею, що відновила свою державність у 1918 р.,  більшовицький уряд з Москви повернув більшу частину рукописів Польщі у 20 ст.
У Санкт-Петербурзі Дубровський П.П. займався літературною діяльністю, працював над книгою, яку назвав "Російський Плутарх, або Життя славетних мужів Росії з IX ст. по сьогодення", готував спогади про подорожі по Франції, Італії, Португалії з описами тамтешніх визначних історичних та архітектурних пам'яток. Для видання цих книг мав намір влаштувати в Парижі російську друкарню, для якої навіть замовив шрифти. Очевидно, він поділяв ідеї Французької революції, оскільки збирався видати у своїй друкарні російською мовою "Декларацію прав людини і громадянина". Проте здійснити ці наміри йому не вдалося. Незалежний характер, почуття власної гідності, притаманні Д., стали причиною конфлікту з директором Імператорської бібліотеки О. Олєніним. Той запідозрив розкрадання у відділі рукописів. Комісія перевірила відділ - і не знайшла ніяких порушень чи розкрадання фонду.

### Відставка
Тим не менше 1812 — директор Оленін  звільнив Д. з посади хранителя й змусив піти на пенсію. Д. боляче пережив свою відставку і з гіркотою писав, що за такий подарунок, як його колекція, в іншій країні він залишився б довічним почесним хранителем. Його навіть не запросили на офіційне відкриття Імператорської Публічної бібліотеки 1814, хоча саме його колекція додала їй слави і надзвичайно збагатила її фонди.

### Смерть
Помер у бідності й забутті. Поховання відбулося на Смоленському цвинтарі в Петербурзі.